# Stadionul Stožice
Stadionul Stožice (în slovenă Stadion Stožice) este un stadion polivalent situat în Ljubljana, Slovenia. A fost proiectat de firma slovenă de arhitectură Sadar+Vuga d.o.o. și este cel mai mare stadion de fotbal din țară. Este unul dintre cele două stadioane principale din oraș și se află în cartierul Bežigrad, la nord de centrul orașului. Stadionul face parte din complexul sportiv Stožice Sports Park.
Stadionul este terenul de start al clubului de fotbal Olimpija Ljubljana și este locul principal al echipei naționale de fotbal din Slovenia. Pe lângă fotbal, stadionul este conceput pentru a găzdui și evenimente culturale.